# 安德烈亚斯·施罗德
安德烈亚斯·施罗德（德語：Andreas Schröder，1960年7月8日—），德国男子摔跤运动员。他曾代表东德、德国参加1988年和1992年夏季奥林匹克运动会摔跤比赛，其中1988年奥运会获得一枚铜牌。